# 耶勒勒區
35°43′19″N 0°21′13″E / 35.72194°N 0.35361°E
耶勒勒區（阿拉伯语：‎），是阿爾及利亞的行政區，位於該國西北部，由埃利贊省負責管轄，首府設於耶勒勒，面積490平方公里，2008年人口89,677，人口密度每平方公里183人。